# Saint-Charles-la-Forêt
Saint-Charles-la-Forêt è un comune francese di 223 abitanti situato nel dipartimento della Mayenne nella regione dei Paesi della Loira.

## Società

### Evoluzione demografica
Abitanti censiti